# Jean-Michel Junod
Jean-Michel Junod (* 2. Mai 1916 in Corgémont, Kanton Bern; † 30. September 2010 in Cully, Kanton Waadt) war ein Schweizer Chirurg und Schriftsteller.

## Leben
Jean-Michel Junod wuchs in Saint-Imier auf und absolvierte das Gymnasium in Neuenburg.
Junod studierte Medizin an den Universitäten von Neuenburg und Lausanne. Am CHUV arbeitete er zunächst als Assistent von Pierre Decker. Nachdem er den Facharzttitel in Gefäßchirurgie erlangt hatte, war er ab 1947 als Chirurg mit eigener Praxis in Biel, dann ab 1964 in Lausanne tätig.
Neben seiner ärztlicher Tätigkeit veröffentlichte Junod sieben Romane, drei Erzählbände und zwei Hörspiele.

## Auszeichnungen
- 1999: Prix des écrivains vaudois

## Werke

### Romane
- Le blé de la mer, Neuenburg 1958.
- Si la tour m’appelle, Neuenburg 1959.
- Iris et les mirages, Paris 1964.
- La poudre d’escampette, Genf 1965.
- Archipel, Genf 1970.
- Pindari, Genf 1976.
- Le Cône-Elisabeth, Lausanne 1986.

### Erzählungen
- Le bois de mésange, Neuenburg 1962.
- Le mont de Vénus et autres nouvelles, Lausanne 1990.
- Le cri du dinosaure, Lausanne 1999.

### Hörspiele
- 1959: Marianelund, Radio-Genève
- 1960: Iris et les Mirages, Radio-Genève